# Konstanty Aleksandrowicz (malarz)

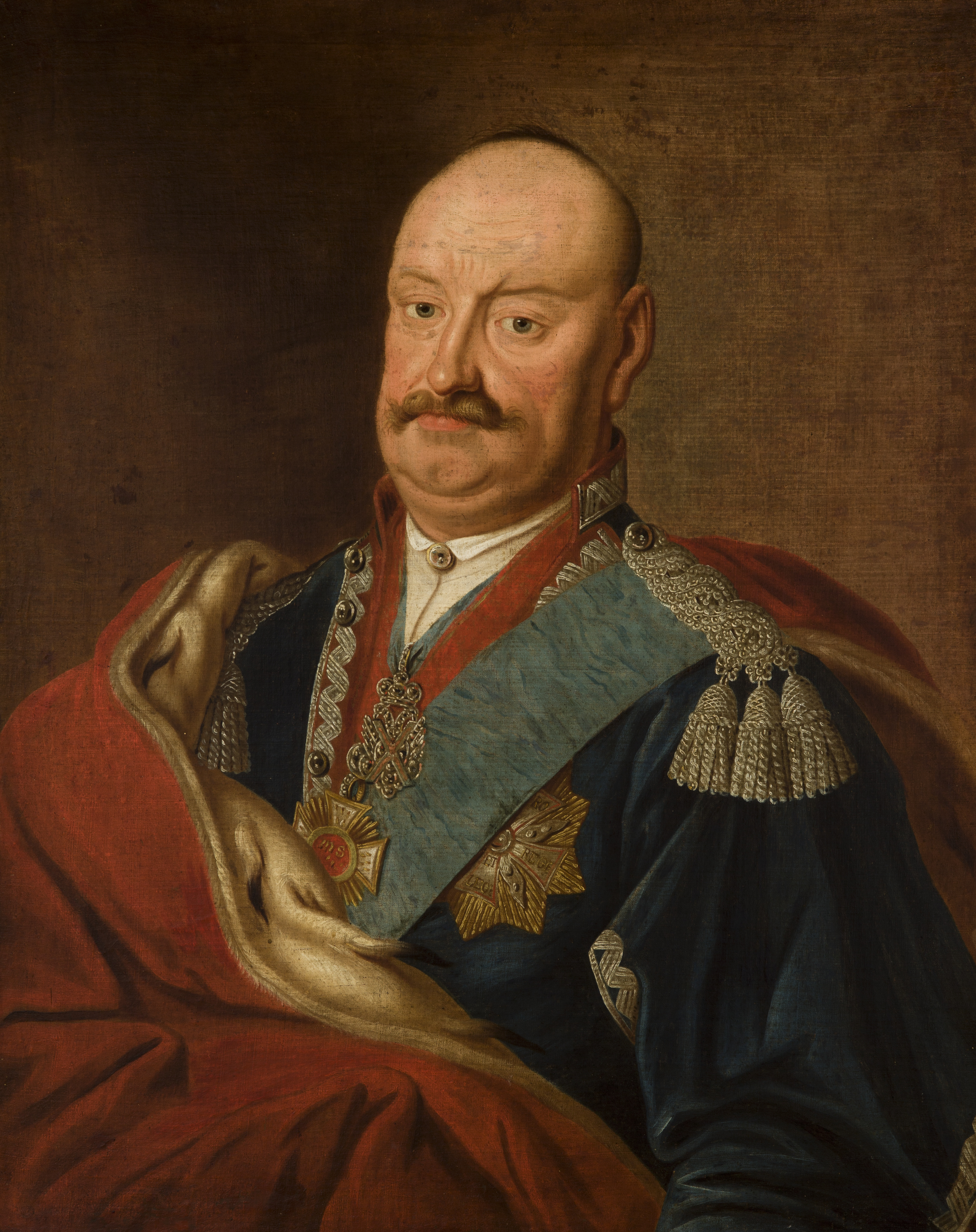
Portret księcia Karola Radziwiłła Panie Kochanku autorstwa Konstantego Aleksandrowicza

Konstanty Aleksandrowicz (daty życia nieznane) – malarz, portrecista i kopista działający w drugiej połowie XVIII wieku. 
Studiował u Łukasza Smuglewicza w Warszawie. Uważany za przedstawiciela szkoły mistrza Marcello Bacciarellego. Pierwsze obrazy pochodzą z roku 1777, ostatnie z 1794. Pracował jako portrecista i kopista na zamówienie arystokracji. Styl Aleksandrowicza wywodzi się z konwencji portretu sarmackiego i cechuje go dosadna, trafna charakterystyka modela, drobiazgowość w odtwarzaniu realiów i płaski modelunek. Ulegał wpływom portretu dworskiego. We wczesnym okresie działalności pracował głównie na prowincji, na pewno na Litwie i Białorusi. Jego mecenasami byli przedstawiciele rodów arystokratycznych, między innymi Radziwiłłowie, Lubomirscy. W roku 1777 Aleksandrowicz wykonał cykl portretów historycznych dla Tadeusza Czackiego do jego Biblioteki Poryckiej. Przesłaniem tych obrazów było przypominać współczesnym o chwalebnej przeszłości narodu. W okresie warszawskim, to znaczy w latach 1785–1794 wykonał czterdzieści portretów do galerii generała Ignacego Feliksa Morawskiego w Zauszu pod Nieświeżem. Obecnie w zbiorach publicznych i prywatnych znajduje się osiemdziesiąt jeden obrazów jego autorstwa. Przeważająca ich część to swobodne kopie, najczęściej portretów malowanych przez Bacciarellego, ukazujące wizerunki postaci historycznych oraz podobizny współczesnych przedstawicieli rodów szlacheckich i magnackich.

## Najbardziej znane obrazy
- Portret księcia Stanisława Lubomirskiego (1780),
- Portret księcia Karola Radziwiłła Panie Kochanku (1786),
- Portret księdza Ignacego Czyżewskiego (1794).